# Seguapallene micronesica
Seguapallene micronesica är en havsspindelart som beskrevs av Child, C.A. 1983. Seguapallene micronesica ingår i släktet Seguapallene och familjen Callipallenidae. Inga underarter finns listade i Catalogue of Life.